# Rudolf Brockhausen
Rudolf Brockhausen (* 2. März 1805 in Lemgo; † 16. Januar 1888 in Horn-Bad Meinberg) war ein deutscher reformierter Geistlicher.

## Leben
Rudolf Brockhausen wurde am 2. März 1805 im Lemgo als Sohn des Pfarrers Georg Heinrich Brockhausen geboren. Nachdem er auf dem dortigen Gymnasium seine Vorbildung erhielt, bezog er 1823 zunächst die Universität Halle zum Studium der evangelischen Theologie. Auch die Universitäten Basel und Marburg besuchte er und beendete das Studium 1827. Anschließend war er als Hauslehrer tätig, bis er 1829 Schulleiter in Blomberg wurde. Zehn Jahre darauf nahm er auch eine Tätigkeit als Hilfsprediger an. Als zweiter Pfarrer 1844 nach Horn-Bad Meinsberg berufen, beförderte man ihn 1871 zum ersten Pfarrer. Mit diesem Amt verstarb er am 16. Januar 1888 dort im Alter von 82 Jahren.

## Werke
- Luise, die Königin. 6 Gesänge. Meyer, Lemgo 1832.
- Der Christ muß Christi Sprache kennen. Drei Predigten über Johannes 8,31-59. Zur Beherzigung unserer in mancherlei religiösen Mißverständnissen befangenen Zeit, gehalten vor der Blomberger Gemeinde. Kaiser, Bremen 1841.
- Die Pflanzenwelt Niedersachsens in ihren Beziehungen zur Götterlehre und dem Aberglauben der Vorfahren. Jänecke, Hamburg 1865.
- Die Varusschlacht. Vaterländisches Schauspiel in fünf Handlungen. Hg. von H.W. Bädeker. Schmorl und Seefeld, Hannover 1864.
- Was will und was soll die evangelische Kirche sein und wem steht demzufolge das Regiment derselben zu? Detmold 1864.
- Ein Wort für den Protestantenverein. Wagner, Lemgo 1869.